# Spragueia magnifica
Spragueia magnifica är en fjärilsart som beskrevs av Augustus Radcliffe Grote 1882. Spragueia magnifica ingår i släktet Spragueia och familjen nattflyn. Inga underarter finns listade i Catalogue of Life.